# Daniel Drahokoupil
Daniel Drahokoupil (* 7. září 1962) je bývalý český fotbalista, obránce.

## Fotbalová kariéra
Se Spartou získal pětkrát ligový titul, hrál i v evropských pohárech.

## Trenérská kariéra
Po skončení aktivní kariéry působil jako trenér u mládeže, v nižších soutěžích, jako trenér u B-týmu Sparty a jako asistent u ligových týmů. Působil jako pozorovatel soupeřů u národního týmu. Nyní je trenérem mládeže v klubu FC Zličín